# Бураевское восстание
Бураевское восстание (баш. Борай ихтилалы) — антисоветское вооружённое выступление населения в 1918 году на территории Бирского уезда Уфимской губернии.

## Причины восстания
Причиной возникновения восстания стала деятельность продовольственных отрядов, выполнявших постановление Уфимской губернии продовольственного комитета «О принудительном отчуждении хлебных излишков» от 21 декабря 1917 года.

## Ход восстания
В начале марта 1918 года в Бирском уезде Уфимской губернии появляются политические движения, созданные с целью вхождения в состав Башкурдистана. Лидерами движения были торговцы зерном, купцы первой гильдии Хамитов Шарафуддин и Максютов Сахипзада. Основную массу участников восстания составило башкирское крестьянство.
В середине марта 1918 года жители села Бураево арестовали членов Бураевского волостного совета и провозгласили образование Бураевского башкирского кантонства. Восставшими был образован орган самоуправления — Бураевский башкирский национальный совет, а также сформирован вооружённый отряд для борьбы «против большевиков». В соседние волости участниками восстания были разосланы агитаторы с призывом к поддержке.
18 апреля 1918 года, то есть через два дня после ареста в Оренбурге Башкирского правительства, в селе Бураево движение присоединения к башкирской республике вылилось в конкретные политические формы: Бураевский башкирский национальный Совет (Шуро) провозгласил территорию своей и семи соседних волостей Бураевским башкирским автономным районом, входящим в состав Башкирской республики на правах 10-го Бураевского кантона.
В состав автономного района входили следующие волости: Бураевская, Ельдякская, Кызылъяровская, Эске-Еланская, Таныпская, Калмыковская, Тазларская и Кизганбашевская волости Бирского уезда.
В условиях гражданской войны Бураевский башкирский национальный Совет принимает постановление: «хлеб, заготовленный для армии в количестве 500.000 пудов и кассу наличности 300.000 рублей признать принадлежащим автономному району». Восставшие захватили склады с 30 тыс. тоннами зерна, которые были подготовлены для отправки в центральные губернии Советской России. Комиссар по продовольствию РСФСР Цюрупа отбивал в Уфу телеграммы: «Прошу вас употребить все меры для локализации выступлений бураевцев и мысово-челнинцев, не останавливаясь ни перед чем. Никаких соглашений с дезорганизаторами-предателями! Посылайте отряды, арестуйте руководителей, предавайте их строжайшему суду...». 
По описанию событий в татарской газете «Кюряш», в Бураево прибыл небольшой отряд Красной Гвардии, которой бураевские мятежники оказали сопротивление. Красная Гвардия была вынуждена отступить и было принято решения прислать из Уфы советские войска и подавить мятеж. 27 марта, ночью, прибывшие из Уфы советские войска под руководством А. Вострецова окружили «бураевский фронт» и подавили восстание, а Бураевский башкирский кантон был ликвидирован. В результате Красная Гвардия наложила контрибуции в 2 миллиона рублей на «некоторые бураевские фирмы за агитацию против Советской власти». 

## Комментарии
1. ↑  Ныне районный центр Бураевского района Башкортостана)